# Timo Beermann
Timo Beermann (Ostercappeln, 10 dicembre 1990) è un calciatore tedesco, difensore dell'Osnabrück.

## Carriera
Ha giocato nella seconda divisione tedesca.

## Palmarès

### Club

#### Competizioni nazionali
- 3. Liga: 2

Heidenheim: 2013-2014
Osnabrück: 2018-2019